# Sandanella bakeri
Sandanella bakeri är en insektsart som beskrevs av Mahmood 1967. Sandanella bakeri ingår i släktet Sandanella och familjen dvärgstritar. Inga underarter finns listade i Catalogue of Life.